# Franciacorta

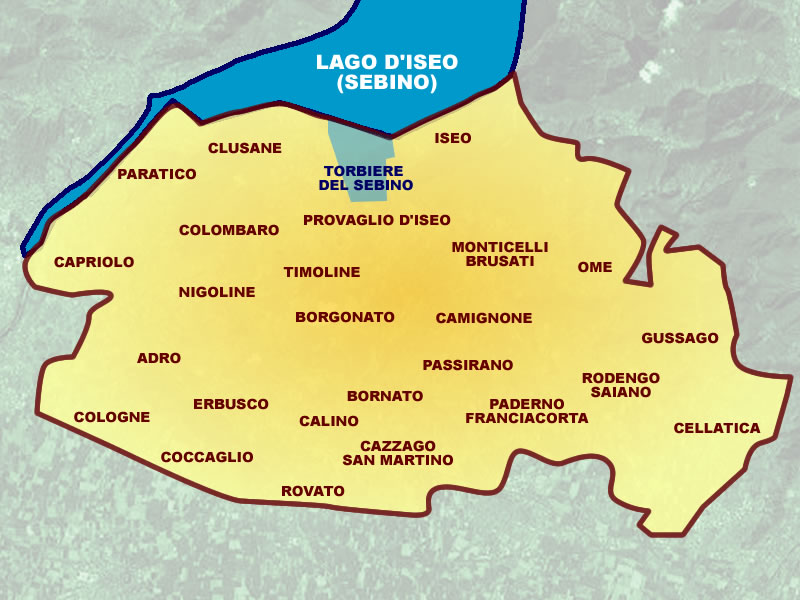
Franciacorta

De Franciacorta is een heuvelachtige en zeer welvarende streek in de Noord-Italiaanse regio Lombardije. Het gebied wordt begrensd door de stad Brescia in het oosten, de Povlakte en de berg Monte Orfano (451 meter) in het zuiden, de rivier Oglio in het westen en het Iseomeer in het noorden. Het gebied is bekend vanwege zijn harmonieuze, golvende heuvellandschap en (sinds de vroege jaren '70) de productie van mousserende wijnen volgens de méthode traditionnelle onder de herkomstbenaming Franciacorta DOCG. Franciacorta-wijnen genieten in Italië een enorm aanzien; de vraag is zo groot dat zij nauwelijks geëxporteerd worden. Bekende wijnhuizen (met landelijke bekendheid) zijn Ca’ del Bosco, Berlucchi en Bellavista. Naast mousserende wijn worden er zowel rode als witte wijnen met de naam "Curtefranca" geproduceerd van internationale druivenrassen als Cabernet Franc, Carmenere, Cabernet-Sauvignon, Merlot, Chardonnay en witte en zwarte Pinot. Naast wijnbouw is er een groeiende productie van olijfolie onder de vlag van Sebino-DOP. 
Prehistorische vondsten hebben uitgewezen dat de streek al sinds de steentijd bewoond wordt. De grootste plaats van de Franciacorta is Rovato, een stad met een regionale functie en een goed geconserveerd middeleeuws centrum. De bekende meesterkok Gualtiero Marchesi had in het stadje Erbusco een driesterrenrestaurant. In het dorpje Cortefranca bij Borgonato ligt de landelijk bekende megadiscotheek Number One.